# Thaumarchaeota
Thaumarchaeota (též Nitrososphaerota) je archeální kmen, jehož vyčlenění z kmene Crenarchaeota bylo navrženo v roce 2008 na základě sekvenace genomu Cenarchaeum symbiosum. Tato změna byla dále podpořena sekvenací genomů Nitrosopumilus maritimus a Nitrososphaera gargensis v roce 2010. Jedná se o amoniak oxidující archea (AOA). Specifickým znakem tohoto kmene je membránový lipid crenarchaeol, který se vyskytuje pouze u nich a skládá se z jednoho cyklohexanového a čtyř cyklopentanových kruhů. Předpokládá se, že umožňuje těmto organismům adaptaci na nižší teploty v oceánech, kde se často vyskytují. Nejčastěji jsou studována jako obohacené směsné kultury, ale podařilo se získat i několik čistých kultur. Kultivace je obtížná kvůli dlouhé době zdvojení, která může být 21 až 81 hodin.

## Výskyt
Thaumarchaeota patří mezi nejhojněji rozšířená archea na Zemi, kde je můžeme nalézt v mnoha různých habitatech. Jsou globálně rozšířená v oceánech jako součást planktonu. Zde se nejčastěji vyskytují v hloubce 100–350 metrů. Byla také nalezena Thaumarchaeota obývající dno Mariánského příkopu. V pobřežních vodách Kalifornie byl objeven archeon žijící v symbióze s mořskou houbou. Dále se také vyskytují ve sladkovodním prostředí, velmi slaných vodách a půdě. Tvoří konsorcia oxidující amoniak (Anammox) v čistírnách odpadních vod. Byla také objevena v sirných vodách bažin, kde žijí v symbióze s gammaproteobakteriemi oxidujícími síru. Většina thaumarchaeot je mesofilní, ale lze nalézt i termofilní druhy žijící v horkých pramenech. Jsou také součástí mikrobiomu lidské kůže, ale nebyla u nich pozorována patogenita.

## Taxonomie
Thaumarchaeota se dělí do tří skupin. Skupina 1.1a je tvořena zástupci, kteří osidlují vodní prostředí. Do skupiny 1.1b spadají archea vyskytující se v půdě. Poslední skupinu ThAOA tvoří termofilní zástupci. Toto rozdělení probíhá na základě sekvence genu 16S rRNA, kdy jednotliví zástupci mají její podobnost větší než 97 %, zatímco její podobnost mezi skupinami je 85–86 %. Kromě genu 16s RNA se také využívá jako marker pro identifikaci a klasifikaci gen amoA, kódující amoiakmonooxygenázu.

## Morfologie
Buňky jsou malé a velikostí nepřesahují 1 μm. Tvarem může být tyčinka nebo kok, případně nepravidelný kok. U některých zástupců může při vyšší koncentraci buněk docházet k jejich agregaci. Na povrchu některých z nich se nachází glykoproteinová S-vrstva nebo pily, které umožňují přichycení na povrch. U motilních můžeme pozorovat archaellum, tedy archeální bičík.

## Genom
Velikost genomu se pohybuje mezi 1,57 Mbp a 2,8 Mbp, kdy zástupci skupiny 1.1b mají větší genomy. než zástupci ostatních skupin. Počet předpovězených genů je 1847 až 3609. Genom Nitrosopumilus maritimus se svou velikostí 1,65 Mbp řadí mezi jedny z nejmenších archeálních genomů. Zástupci skupiny 1.1a mají obsah GC okolo 33 %, zatímco u skupiny 1.1b se pohybuje mezi 48,4 až 52,7 %. Byl u nich nalezen gen pro topoizomerázu 1B, která zatím nebyla pozorována u žádných jiných archeí. U skupiny 1.1b se nacházejí geny kódující CRISPR-CAS typu I, který zajišťuje ochranu proti virům. Viry napadající kmen Thaumarchaeota spadají do třídy dsDNA virů.

## Metabolismus
Zástupci kmene Thaumarchaeota jsou aerobní chemoautotrofní organismy. Růstové podmínky byly stanoveny studiem obohacených nebo čistých kultur. Růstové teploty se pohybují mezi 22–72 °C, kdy většina mezofilních má optimum kolem 28 °C. Jsou schopné růst při pH 4–7,5, ale většině vyhovuje neutrální až mírně zásadité prostředí.
Velká část informací o jejich metabolismu pochází ze studia zástupce Nitrosopumilus maritimus, který byl, jako jeden z mála thaumarchaeot, získán jako čistá kultura. N. maritimus je adaptovaný pro život v oligotrofním prostředí otevřených oceánu. Energii získává oxidací amoniaku na dusitan s pomocí enzymů, které mají vysokou substrátovou afinitu. Tyto enzymy mu umožňují využívat nízké koncentrace živin dostupné v oceánech. N. maritimus se značnou mírou podílí na procesu nitrifikace a koloběhu dusíku v přírodě. Tento archeon je schopný růst na anorganickém médiu, ale má i transportéry pro různé organické látky, jako jsou aminokyseliny a oligopeptidy. Namísto železa, které se vyskytuje coby kofaktor v komplexech elektronového transportního řetězce u nitrifikačních bakterií, se u N. maritimus nachází v centrech oxidáz měď.
Další informace pocházejí ze studia genomů zástupců kmene Thaumarchaeota. Jelikož se v žádném genom nepodařilo identifikovat geny kódující enzym RuBisCo, tak se předpokládá, že fixace CO2 probíhá 3-hydroxypropionátt/4-hydroxybutyrátovou cestou. V jejich genomu byly také identifikovány geny pro syntetickou dráhu kobalaminu.